# アノニマス〜警視庁“指殺人”対策室〜
『アノニマス〜警視庁“指殺人”対策室〜』（アノニマス けいしちょうゆびさつじんたいさくしつ）は、2021年1月25日から3月15日まで テレビ東京系列「ドラマプレミア10」枠で毎週月曜 22時00分 - 22時54分に放送されたテレビドラマ。主演は香取慎吾。全8話。
同年3月17日には、西条みつとしによる小説版が発売されるなど複数のメディアで展開された。

## 概要
インターネットの誹謗中傷や炎上などを苦に、最悪の場合被害者が自殺してしまうキーボードによる殺人＝指殺人が社会問題化していることに対応するため、警視庁内に創設された架空の部署「指殺人対策室」の活躍を描く。
香取のテレビドラマ出演はテレビ東京系列では『あぶない少年III』以来33年ぶり、民放他局では『家族ノカタチ』（TBSテレビ）以来5年ぶりとなる。また、香取はジャニーズ事務所退所後、民放地上波で毎週放送される番組への出演はこれが初めてとなった。

## あらすじ
SNSの匿名利用率7割の匿名大国日本では、自ら命を断つ事件が後を絶たない。その為、キーボードによる殺人＝指殺人が社会問題になっている現在、警視庁はこの社会問題に対応するため「指殺人対策室」を創設する。
元捜査一課の刑事の万丞渉は、ある事件がきっかけに捜査の第一線から外れた一匹狼で、彼をはじむたクセの強い「指対」メンバーたちと共に顔の見えない犯罪者＝アノニマスを見つけ出し、事件を解決していく。

## キャスト

### 指殺人対策室
警視庁生活安全部内に新設された悪質性、事件発生可能性、社会的関心の高いSNSトラブルを捜査する部署。通称「指対（ゆびたい）」
万丞渉（ばんじょう わたる）〈42〉
演 - 香取慎吾
本作品の主人公。指殺人対策室に配属となった元捜査一課の刑事。階級は警部。
抜群の洞察力を誇り「捜査一課の狼」と呼ばれていたが、2年前に相棒の倉木が重傷を負った「大田区社長刺殺事件」を契機に第一線を外れ、倉木が言い残した「アノニマス」の正体を独自に捜査していた。
碓氷咲良（うすい さくら）〈25〉
演 - 関水渚
本作品のヒロイン。指殺人対策室での万丞の相棒。階級は巡査部長。元交通安全課。
3年前、多忙を理由に相談を放置した高校からの友人が目前でトラックに飛び込み自殺する姿を目撃したことから、事件で関わる思い悩む人たちを救うことに熱心に取り組むようになる。
菅沼凛々子（すがぬま りりこ）〈39〉
演 - MEGUMI
情報収集と特定を得意にする指殺人対策室のメンバー。階級は巡査部長。元総務部。
四宮純一（しのみや じゅんいち）〈27〉
演 - 清水尋也
指殺人対策室のデジタル担当。階級は巡査部長。
特別捜査官採用でサイバー犯罪対策課に配属予定だったが指対に引き抜かれたエリート。
咲良に密かな恋心を抱いており、スピンオフドラマでは万丞を恋のライバルと思い込み奮闘する姿が描かれる。
越谷真二郎（こしがや しんじろう）〈58〉
演 - 勝村政信
指殺人対策室室長。階級は警部。
元捜査一課で「大田区社長刺殺事件」を捜査していたが、城ヶ崎の圧力に屈し沢登を犯人とする捏造に加担する形となったため、「アノニマス」の名で正義感の強い倉木にホンボシと目星をつけた山室の情報をリークし操ることで逮捕しようとするが、銃撃戦で倉木が負傷してしまう。その責任を取るため警察を辞職しようとするが城ヶ崎から脅され、城ヶ崎が指殺人対策室を新設し室長のポストを用意されるとその人事を受け入れる。倉木の意識の回復を待ち真実を告発する機会を伺っており、その事実に辿り着いた万丞に「裏K察」へ情報を投稿している「アノニマス」は自分とは別人であることを告げる。

### 万丞の関係者
羽鳥賢三（はとり けんぞう）〈43〉
演 - 山本耕史（第1話・第2話・第4話 - 最終話）
万丞の元同僚。警視庁捜査一課刑事。階級は警部。
2年前「大田区社長刺殺事件」で山室がホンボシと目星をつけていたが、被疑者の沢登の指紋が検出された物証が発見され、その後沢登が自殺したことで上層部から山室の捜査にストップをかけられた。
倉木セナ（くらき セナ）
演 - シム・ウンギョン（特別出演）
万丞の捜査一課時代の相棒。帰国子女。
2年前「大田区社長刺殺事件」で「アノニマス」が真犯人と告発した山室孝介を捜査し、彼との銃撃戦で重傷を負い心神喪失で意思の疎通を図れなくなるが、凶弾に倒れる直前、万丞に「アノニマス」とメッセージを言い残す。
その後、心神喪失の状態から覚醒するが、警察組織から監視を受けていることを察し、監視の目を欺くため心神喪失を装い、今回は自ら「アノニマス」を名乗りSNS上のサイト「裏K察」へ警察内部の人間しか知り得ない情報をリークし社会悪を制裁することで世論を味方につけ、「大田区社長刺殺事件」で警察組織が沢登を犯人に捏造したことを告発、糾弾し、自分を裏切った警察組織に復讐する。
「裏K察」に犯人捏造の黒幕として刑事部長の城ヶ崎の顔写真と実名をアップすることで世間からの彼に対する非難を誘導し、その結果、城ヶ崎を自殺に追い込み復讐を果たしたかのように思われたが、万丞が城ヶ崎の遺族と顔を合わせ対話した結果手に入れた国務大臣で国家公安委員長でもある長谷部が賄賂を受け取っていたことを嗅ぎつけた沢登を犯人に捏造する命令を下した証拠を突きつけられる。正義を暴走させ長谷部から圧力を掛けられた被害者でもあった城ヶ崎を死に追いやったことを万丞から非難され、一時的に「裏K察」への捜査情報のリークの手を緩めるが、再び自分の信じるネットを使った「集合知による正義」を貫く機会が訪れることを伺い、万丞の前から姿を消す。
謎の男
演 - 田中要次（第3話・第4話）
釣り堀で万丞に黒い封筒を渡す男。

### 警視庁刑事部
城ヶ崎明文（じょうがさき あきふみ）
演 - 高橋克実（第5話 - 最終話）
刑事部長。指対内部に「裏K察」へ警察の内部情報を投稿する「アノニマス」の内通者がいるのではないかと圧力を掛ける。
2年前の「大田区社長刺殺事件」の捜査責任者で沢登を犯人と捏造し捜査を終了させ、真犯人である山室の犯行を隠避していたが、万丞にそのことを突き止められ、けじめをつけるためマスコミとの定例会見で真実を告白することを約束するが、会見に現れず行方をくらませてしまう。その後「裏K察」に「大田区社長刺殺事件」の犯人の捏造を指示した黒幕であると顔写真付きの実名で告発する情報が「アノニマス」を名乗る倉木によりアップされたため、自宅に動画配信者たちが押し掛け、妻や娘が非難されネット上に家族の個人情報が晒されたことから、家族を守るため犯人捏造は自分一人が行ったと詫びる遺書を残し、車中でシアン化カリウムで服毒自殺した状態で発見される。

### ゲスト
太字はネットで誹謗中傷をうける被害者。

#### 第1話
- 真田梢 （誹謗中傷を苦に自殺したモデル） - 八木莉可子[8]
- 真田光洋（梢の父） - 松平健[8]
- 真田麻衣子（梢の母） - 床嶋佳子[8]
- 古賀有希（梢のモデル仲間） - 中田青渚[8]
- 岩永真介（GSA証券 部長） - 山中崇[8]
- 片桐仁（テレビ番組「片桐仁アワー突撃ヒルカラ!」の司会者） - 片桐仁（第2話）[注 8]
- 磯山健司（梢のマネージャー）[注 9] - 天野ひろゆき（友情出演）[9][10]
- ウド鈴木（学歴詐称を謝罪する男性タレント）[注 9] - ウド鈴木（友情出演・本人役）[9][10]

#### 第2話
- 芹沢亜里沙（デマで誹謗中傷を受ける女性） - 深川麻衣[11]
- 日下部翔平（亜里沙の婚約者） - 田中俊介[11]
- 日下部泰子（翔平の母） - 山下容莉枝
- 相沢美波（亜里沙の同僚） - 山谷花純
- 坂下克己（ガソリンスタンド店員に土下座を強要する男） - 塚本幸男
- 小宮浩司（Go-ssipライター） - 松澤匠

#### 第3話
- 片山蓮（ホームレスを殺害し個人情報を晒される高校生） - 青木柚[11]
- 片山百合絵（蓮の母） - 紺野まひる[11]
- 片山遼太郎（蓮の父・片山総合病院院長） - 戸田昌宏
- 神保彰（蓮の担任教師） - 川島潤哉
- 井田諭（蓮に殺害されたホームレス） - 剛州[12]
- 赤松悠真（蓮の同級生） - 荒木飛羽[13]
- 笹山遥斗（蓮の隣のクラスの同級生・新発田の元カレ） - 萩原護[14]
- 新発田綾奈（蓮に告白した同級生） - 宮野陽名[15]

#### 第4話
- 真壁澪（平坂澪）（不倫で誹謗中傷を受ける元アイドル） - 田中美里[7]
- 真壁清二（澪の夫・税理士） - 小松和重
- 柳田修（出所した澪の元ストーカー） - 山本浩司
- 柊有起哉（澪の不倫相手と目される男性・歯科医） - 前川泰之[7]

#### 第5話
- 澤石啓太（さわてぃ）（脅迫を受ける人気動画配信者） - 橋本淳
- 星野秀一（さわてぃへの脅迫行為が晒され誹謗中傷を受ける男性） - 萩原利久[7]
- 山名栞（星野が利用する図書館の司書） - 鞘師里保[7]
- 有沢優子（倉木が入院する医療センターの看護師） - 相築あきこ（第7話）

#### 第6話
- 末松香（恋人を中傷する匿名メールに悩む専門学生） - 川島鈴遥[7]
- 椚総一郎（香の恋人・慶陽大学野球部員・拉致監禁される男性） - 田中偉登
- 荒井慶太（香の高校時代の同級生・故人） - 岩上隼也
- 荒井翔太（慶太の弟） - 楽駆[7]

#### 第7話
- 樺山啓一（パワハラ疑惑でSNSが炎上するカバヤマフーズの社長） - 原金太郎
- 小柳祐平（カバヤマフーズに爆破予告をする大学生） - 塩野瑛久[3]
- 山室孝介（「大田区社長刺殺事件」の真犯人とアノニマスが告発した男） - 山中雄輔
- 伊勢崎（貸金業の社長・「大田区社長刺殺事件」の被害者） - 谷充義
- 長谷部（国務大臣・国家公安委員長） - 桜木健一
- 森本修造（警察庁長官官房長首席監察官） - 津田寛治[3]（最終話）
- 沢登一（フリーライター・「大田区社長刺殺事件」の被疑者・故人） - 水間ロン[16]（最終話）

#### 最終話
- 城ヶ崎涼子（城ヶ崎の妻） - 筒井真理子[3]
- 城ヶ崎泉（城ヶ崎の娘） - 河合優実[17]
- 春川雅也（アノニマスに関わりを見せる男） - 栁俊太郎[3]

## スタッフ
- 監督 - 及川拓郎、湯浅弘章、大内隆弘
- 脚本 - 小峯裕之、玉田真也、入江信吾
- OPテーマ - アイナ・ジ・エンド「誰誰誰」（avex trax）[5]
- 主題歌 - 香取慎吾 feat.WONK「Anonymous」（Warner Music Japan）[18]
- 音楽 - 山下宏明、丸橋光太郎
- 警察監修 - 佐々木成三
- アクションコーディネート - 横山誠
- 技術協力 - ビデオフォーカス、サウンドライズ
- 特殊効果 - 日本エフェクトセンター
- チーフプロデューサー - 阿部真士（テレビ東京）
- プロデューサー - 濱谷晃一　北川俊樹　合田知弘（テレビ東京）、稲垣護、佐藤満
- 制作 - テレビ東京、ギークピクチュアズ
- 制作協力 - ギークサイト
- 製作著作 - 『アノニマス』製作委員会

## 放送日程
| 話数                                                         | 放送日  | サブタイトル     | ラテ欄                                            | 脚本     | 監督     | 視聴率 |
| ------------------------------------------------------------ | ------- | ---------------- | ------------------------------------------------- | -------- | -------- | ------ |
| 第1話                                                        | 1月25日 | 引き金をひいた指 | 娘を殺したのは誰!? ネット脅迫犯を追え             | 小峯裕之 | 及川拓郎 | 7.3%   |
| 第2話                                                        | 2月01日 | 消せない過去     | 花嫁が土下座しろ! デマ炎上で婚約破棄              | 小峯裕之 | 及川拓郎 | 5.7%   |
| 第3話                                                        | 2月08日 | 17歳の殺人者     | 殺人犯の実名さらし何が悪い!? 医者の父と17歳の秘密 | 玉田真也 | 及川拓郎 | 6.0%   |
| 第4話                                                        | 2月15日 | 匿名の恋人       | 不倫の代償! 危険なネット恋愛と殺人容疑ストーカー  | 入江信吾 | 大内隆弘 | 5.7%   |
| 第5話                                                        | 2月22日 | 奪われた居場所   | ネットと現実で2度死んだ男…殺人止める希望の魚!?    | 玉田真也 | 湯浅弘章 | 4.7%   |
| 第6話                                                        | 3月01日 | 偽りの復讐       | イケメン球児監禁! 命のリミット240秒               | 入江信吾 | 大内隆弘 | 4.4%   |
| 第7話                                                        | 3月08日 | アノニマスの正体 | 殺人の証拠ねつ造!? 不正暴くヒヤシンスと黒革の手袋 | 小峯裕之 | 湯浅弘章 | 4.5%   |
| 最終話                                                       | 3月15日 | 名もなき正義     | 最終決戦! 1億人の正義が暴走…相棒襲う涙の凶弾!     | 小峯裕之 | 湯浅弘章 | 5.3%   |
| （視聴率はビデオリサーチ調べ、関東地区・世帯・リアルタイム） |         |                  |                                                   |          |          |        |

## 主題歌
当初はHYが主題歌を担当することが内定していたが、所属するユニバーサルミュージックが香取が退所したジャニーズ事務所との関係を鑑み提供を辞退していたことが週刊文春において報道された。また、ユニバーサルはこれを「辞めジャニ案件」と称していたことも報道された。

## その他
- 第4話では番組スポンサーの一つ、香取慎吾と草なぎ剛が「ミノキ兄弟」として登場する「スカルプD」（アンファー）の提供読みを香取が行うサプライズが行われた[注 10][注 11][30]。

## 関連商品

### 映像商品
『アノニマス～警視庁“指殺人”対策室～　DVD BOX』（品番：VPBX-15757）4枚組（本編ディスク3枚＋特典ディスク1枚）
『アノニマス～警視庁“指殺人”対策室～　Blu-ray BOX』（品番：VPXX-75165）4枚組（本編ディスク3枚＋特典ディスク1枚）
販売元：VAP、発売：2021年8月4日、封入特典：特製ブックレット

## スピンオフドラマ
『アノニマチュ!〜恋の指相撲対策室〜』（アノニマチュ こいのゆびずもうたいさくしつ）のタイトルで、動画配信サービスParaviにて本編の『アノニマス〜警視庁“指殺人”対策室〜』終了後に配信される。清水尋也演じる四宮が主人公。

### キャスト（スピンオフドラマ）
- 四宮純一 - 清水尋也
- 碓氷咲良 - 関水渚
- 菅沼凛々子 -  MEGUMI
- 越谷真二郎 - 勝村政信
- 万丞渉 - 香取慎吾

### ゲスト（スピンオフドラマ）
Episode1
- アダム（売れないミュージシャン） - AMEMIYA

Episode2
- 山下里美（Bボーイスタイルに身を包んだ女性） - 桜井玲香

Episode3
- 榊原（人気パティシエ） - 野呂佳代

Episode4
- 与謝野（デザイナー） - 大水洋介（ラバーガール）

Episode5
- 太木カズノコ（占い師） - 野口かおる

Episode6
- 田辺棚吉（咲良の幼馴染） - 前田航基

Episode7
- ー

Last Episode
- ー

### スタッフ（スピンオフドラマ）
- 監督 - 大内隆弘、大橋祥正、右田幸一、大山晃一郎
- 脚本 - ふじきみつ彦

### 配信日程（スピンオフドラマ）
| 話数         | 配信日  | サブタイトル                | 配信分 | 監督       |
| ------------ | ------- | --------------------------- | ------ | ---------- |
| Episode1     | 1月25日 | 残念なラブソング            | 15分   | 大内隆弘   |
| Episode2     | 2月01日 | 韻を踏むのが恋のサイン      | 16分   | 大内隆弘   |
| Episode3     | 2月08日 | バレンタイン・キッス        | 17分   | 大内隆弘   |
| Episode4     | 2月15日 | ユビーくんは誰のデザイン?   | 16分   | 大橋祥正   |
| Episode5     | 2月22日 | 僕があのコで、あのコが僕で? | 16分   | 大橋祥正   |
| Episode6     | 3月01日 | フィアンセは僕だ!           | 16分   | 右田幸一   |
| Episode7     | 3月08日 | 恋の身代金                  | 15分   | 大山晃一郎 |
| Last Episode | 3月15日 | あの娘とアノニマチュ        | 15分   | 大内隆弘   |

## 小説
『小説 アノニマス 警視庁指殺人対策室』（しょうせつ アノニマス けいしちょうゆびさつじんたいさくしつ）は、テレビ東京系列で放送された同名のテレビドラマをノベライズした西条みつとしの小説である。
2021年3月17日に光文社から刊行された。

### 登場人物（小説）
万丞渉（ばんじょう わたる）
本作品の主人公。指殺人対策室に配属された元捜査一課の刑事。

### 書誌情報
- 小説 アノニマス 警視庁指殺人対策室（2021年3月17日、光文社、ISBN 978-4-33-491396-0）